# 鹿児島県道215号吉野公園線
鹿児島県道215号吉野公園線（かごしまけんどう215ごう よしのこうえんせん）は、鹿児島県鹿児島市を通る一般県道である。

## 概要
吉野公園へ行くには、吉野町中別府交差点を直進しなければならない（終点から来た場合）。

### 路線データ
- 起点：鹿児島県鹿児島市吉野町（寺山公園、鹿児島県道220号寺山公園線起点）
- 終点：鹿児島県鹿児島市吉野町（県立養護学校入口交差点、鹿児島県道16号鹿児島吉田線交点）

## 歴史
- 1965年（昭和40年）3月31日 - 鹿児島県告示334の4号により認定[1]。
- 1970年（昭和45年）11月24日 - 県道からダンプカーが転落して並走する日豊本線の線路上に落下。走行してきた急行「錦江1号」と衝突して乗客2人が死亡、40人が負傷[2]。
- 1993年（平成5年）5月11日 - 建設省から、県道吉野公園線の一部を鹿児島吉田線として主要地方道に指定される[3]。

## 路線状況

### 重複区間
- 鹿児島県道220号寺山公園線（鹿児島市吉野町）

## 地理

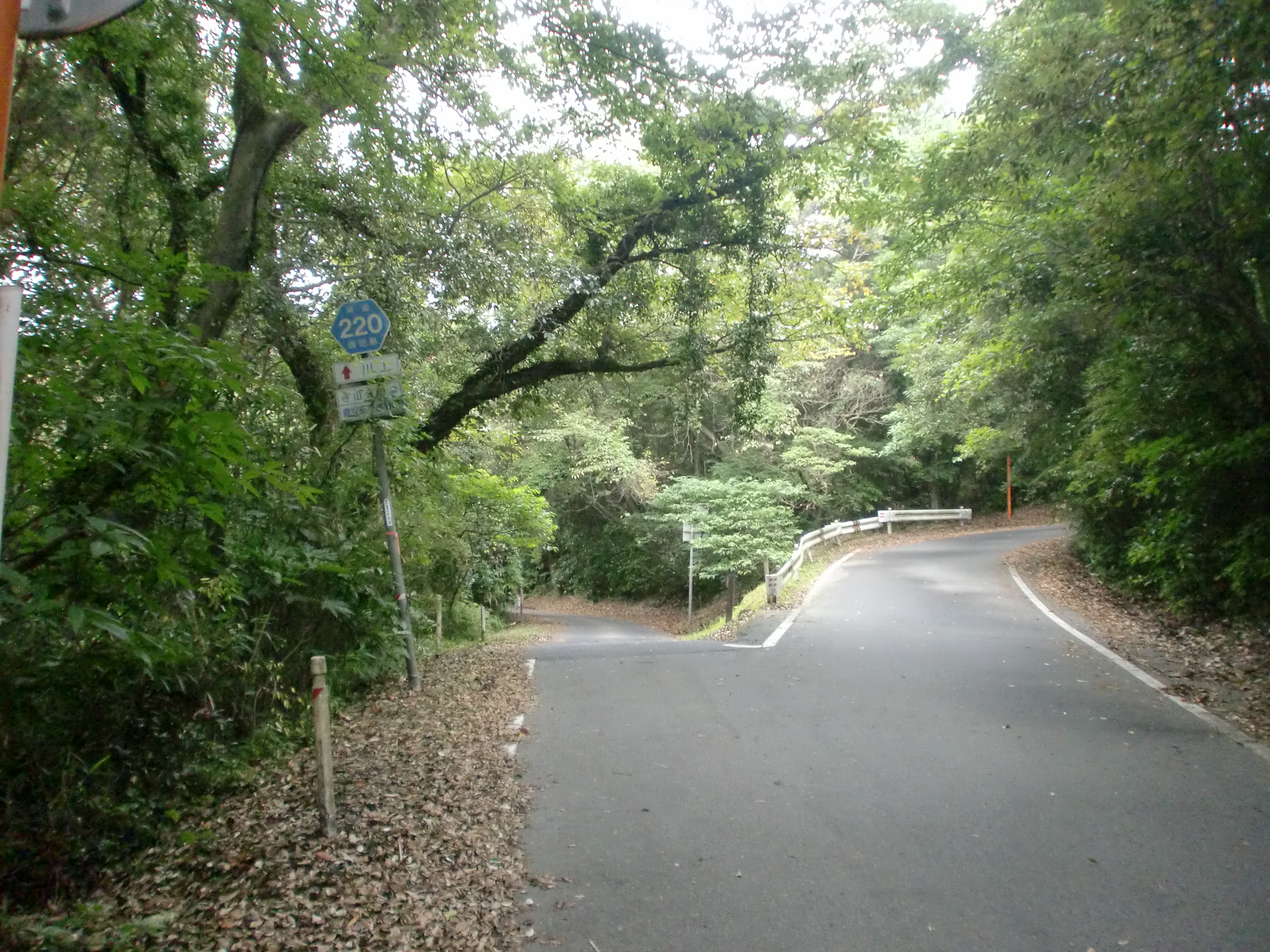
寺山公園付近（画像手前から右方向が県道215号）

### 通過する自治体
- 鹿児島市

### 交差する道路
※起点から順に
| 交差する道路                           | 交差する場所 | 交差する場所                  |
| -------------------------------------- | ------------ | ----------------------------- |
| 鹿児島県道220号寺山公園線 重複区間起点 | 吉野町       | 起点                          |
| 鹿児島県道220号寺山公園線 重複区間終点 | 吉野町       |                               |
| 鹿児島県道16号鹿児島吉田線             | 吉野町       | 県立養護学校入口交差点 / 終点 |

### 沿線
- 鹿児島県立吉野公園
- 鹿児島市市民局 吉野支所
- 鹿児島県立鹿児島特別支援学校（終点付近）